# Mirjana Ognjenović
Mirjana Ognjenović (Zagreb, 17 de setembro de 1953) é uma ex-handebolista profissional iugoslava, campeã olímpica.
Svetlana Anastasovska fez parte da geração medalha de ouro em Los Angeles 1984, e prata em Moscou 1980.